# Irredentismo ruso

Mapa de Rusia con los diversos territorios que posee y llegó a poseer entre 1300 y 1945.

El irredentismo ruso se refiere a todas las reclamaciones y aspiraciones territoriales irredentistas de Rusia, o de parte de la población rusa, desde su fundación como Estado-nación hasta la actualidad. Estas afirmaciones irredentistas se dirigen a territorios habitados por personas de etnia rusa o de habla rusa.
El primer atisbo de irredentismo ruso se vio con las políticas pre-imperialistas de Pedro el Grande en Europa Oriental y áreas centrales y norteñas de Asia, durante la época soviética el gobierno comunista, influenciado por la rusificación a pesar de declararse internacionalista tenía tendencias de reclamar para sí mismo territorios con «aspiraciones proletariadas» como Besarabia y el este de Polonia.

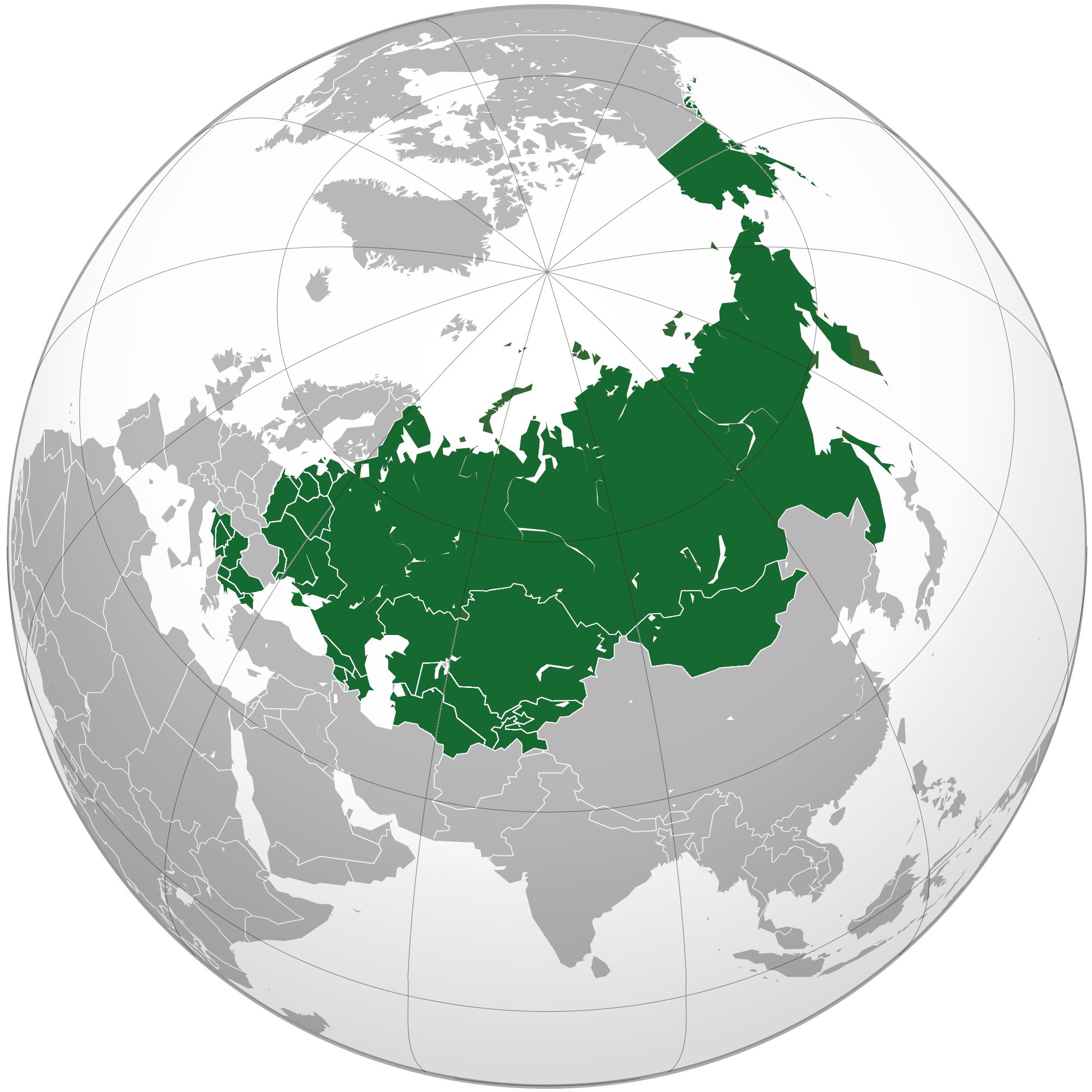
Territorio de la Gran Rusia

Históricamente, desde la caída de la Unión Soviética el único reclamo territorial oficial de la Federación de Rusia era la península de Crimea, parte de Ucrania. Sin embargo, de manera no oficial, Rusia ha intervenido en la práctica totalidad de los conflictos postsoviéticos con tácticas de guerra gris,y durante el siglo XXI su postura ha ido tornándose más agresiva, anexionando Crimea por la fuerza en 2014 e iniciando una guerra de invasión a gran escala contra Ucrania en 2022.
La Gran Rusia es un concepto irrendentista del nacionalismo ruso que aspira a que los antiguos territorios de la Unión Soviética vuelvan a reunirse en un Estado. El proyecto de la Gran Rusia es un tema debatido en la actualidad con respecto a la incorporación efectiva de Bielorrusia. La incorporación a Rusia cuenta con apoyo en algunos de los antiguos territorios soviéticos, donde existen minorías étnicas o lingüísticas rusas.

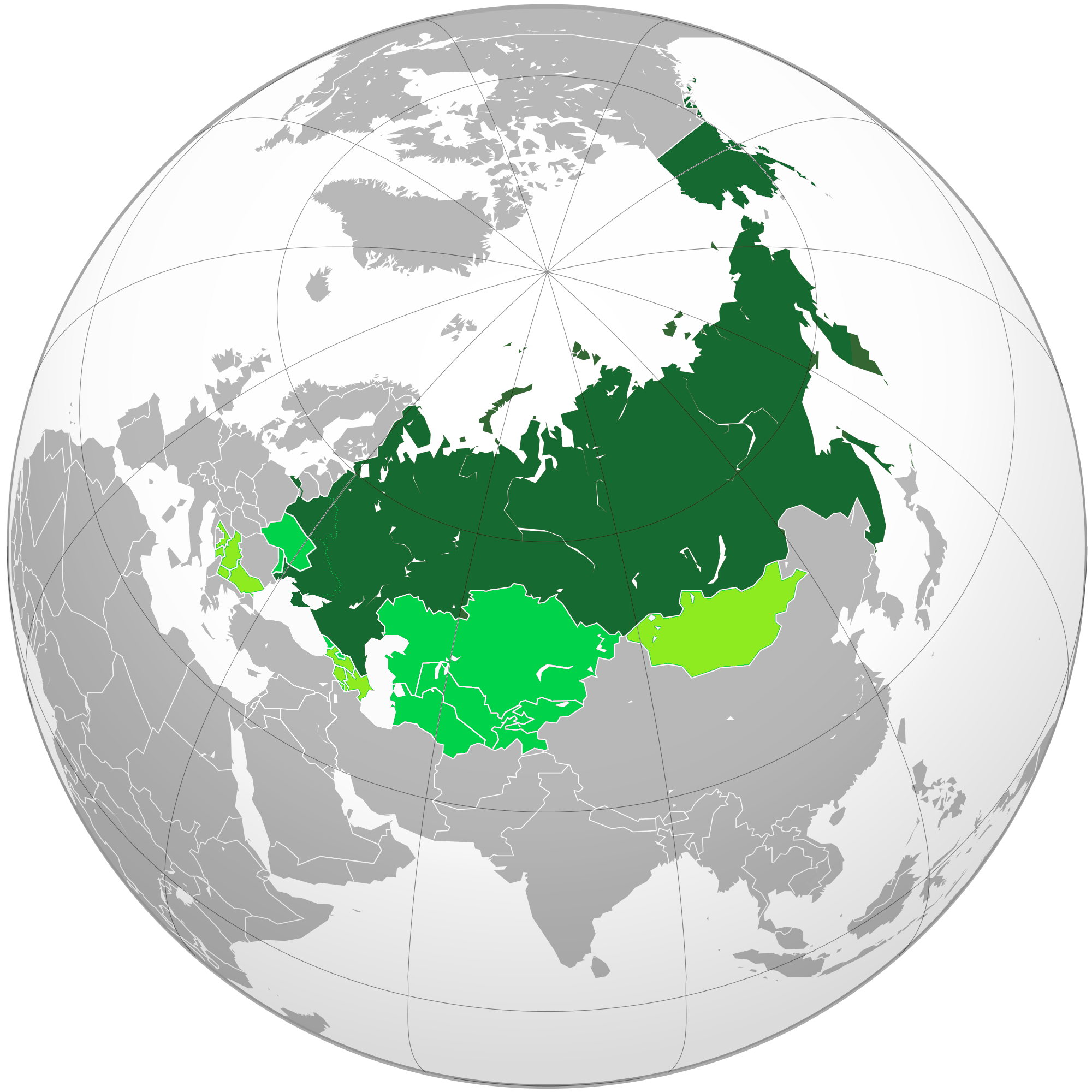
Estructura de la Gran Rusia

## Historia

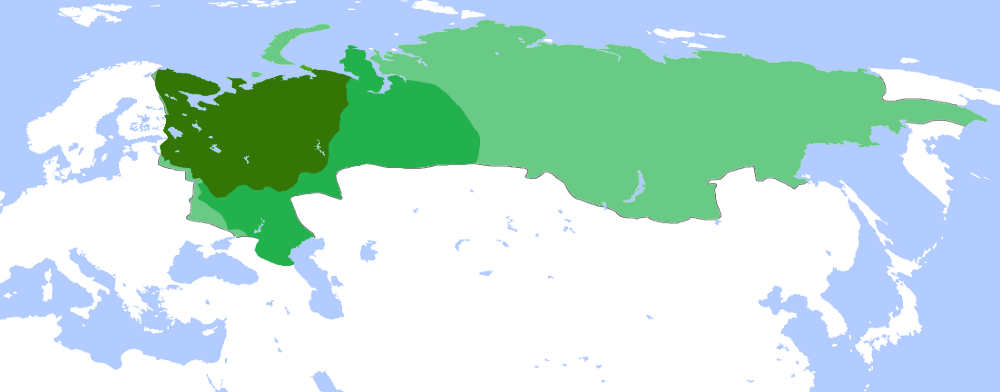
El Zarato ruso y sus aspiraciones territoriales hacia el Cáucaso, Turquestán y Siberia, las cuales las llegó a cumplir en su período imperial.

Desde aproximadamente el siglo XVI hasta el siglo XX, el Imperio ruso siguió una política expansionista. Pocas de estas acciones tenían justificaciones irredentistas, aunque la conquista de partes del Imperio Otomano en el Cáucaso para poner a los cristianos armenios bajo la protección del zar puede representar un ejemplo.
La Unión Soviética tenía una política de apoyar a todo movimiento obrero o socialista en sus periferias, a las cuales de forma posterior las incorporaba a la Unión, aunque esto no es tanto de origen irredentista y más bien es de corte intervencionista, el gobierno comunista si tenía un interés en incorporar territorios que pertenecieron al Imperio ruso, tomar como propias todas las disputas territoriales que las otras repúblicas soviéticas tenían en su exterior antes de incorporarse a la Unión como el Tratado de Kars, apoyar revueltas de izquierda en sus vecinos limítrofes para posteriormente reorganizar sus fronteras a su conveniencia como el caso de Galitzia, y también amparar las exigencias territoriales de varios de sus estados satélites del Bloque del Este y el Lejano Oriente, en este caso se presenta las intentonas norcoreanas de anexar a la fuerza a Corea del Sur, trayendo como consecuencia la guerra de Corea.

## Actualidad

### Posterior a la Unión Soviética

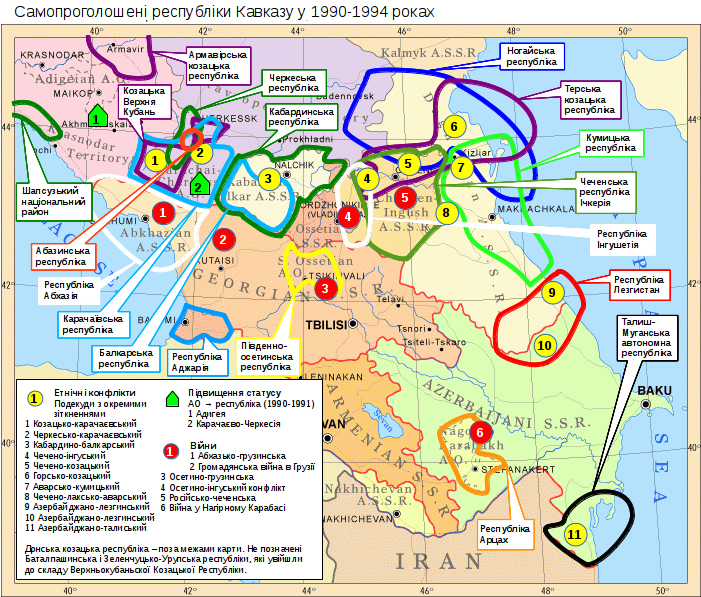
Para los nacionalistas rusos en la década de 1990 el principal objetivo era asegurar la unidad territorial de Rusia. En la imagen, diferentes territorios del Cáucaso que desde 1991 declararon su independencia.

Después de la disolución de la Unión Soviética en 1991, se pensó que la Federación de Rusia renunció a los planes de expansión territorial o nacionalismo de parentesco estatal, a pesar de existir 25 millones de rusos étnicos que viven en países vecinos fuera de Rusia.
Stephen M. Saideman y R. William Ayres afirman que Rusia siguió una política no irredentista en la década de 1990 a pesar de algunas justificaciones para políticas de ese tipo: un factor que desfavoreció el irredentismo fue un enfoque por el interés dominante de consolidar el poder y la economía nacional.
Además, no hubo un apoyo popular consistente para el irredentismo, razón por la cual los políticos que adoptaron ideas irredentistas no tuvieron buenos resultados electoralmente. Los políticos nacionalistas rusos tendieron a centrarse en las amenazas internas (es decir, a los separatistas, principalmente las guerras chechenas) más que en los intereses de los rusos que vivían fuera de Rusia.

### SigloXXI
Se ha propuesto que la Anexión de Crimea y Sebastopol a Rusia en 2014 prueba la vuelta al irredentismo como política estatal.
La anexión de Crimea condujo a una nueva ola de nacionalismo ruso, con gran apoyo de movimientos de extrema derecha y extrema izquierda que aspiran a incorporar aún más tierras de Ucrania, incluida la autoproclamada Nueva Rusia no reconocida. Vladímir Socor propuso que el discurso de Vladímir Putin después de la anexión de Crimea fue un «manifiesto de facto del irredentismo de la Gran Rusia». Sin embargo, después de que se impusieron sanciones internacionales contra Rusia a principios de 2014, dentro de un año se suspendió el proyecto de Nueva Rusia, el 1 de enero de 2015, los líderes separatistas anunciaron que el proyecto se había suspendido y el 20 de mayo los miembros constituyentes oficializaron la congelación del proyecto político.
Algunos nacionalistas rusos buscan anexar partes de los Estados postsoviéticos, como la parte oriental de los estados bálticos, mientras que otros temen una escalada potencial debido a las aspiraciones irredentistas rusas en el norte de Kazajistán. Otro de los objetivos del irredentismo ruso es el apoyo a la entidad política que gobierna la Transnistria, aunque, debido a la falta de una frontera terrestre, su integración en la Federación de Rusia es un objetivo difícil de alcanzar.
El 12 de julio de 2021, el sitio web oficial de la Oficina del Presidente de Rusia publicó un ensayo sobre la unidad histórica de rusos y ucranianos, escrito por Vladímir Putin, en el que describe históricamente que "rusos y ucranianos eran un solo pueblo".
El 21 de febrero de 2022, Putin reconoció la independencia de las Repúblicas Populares separatistas prorrusas en Donetsk y Lugansk, así como sus reclamos sobre la totalidad de los territorios de los óblasts de Donetsk y Luhansk, y el 24 de febrero lanzó una acción militar a gran escala contra Ucrania.
Entre el 23 y el 27 de septiembre de 2022, se celebraron referéndums en los territorios de 4 óblast ucranianos controlados (total o parcialmente) por Rusia y las Repúblicas Populares de Donetsk y Lugansk. Estos referéndums sirvieron como justificación para la anexión formal de estos territorios a la Rusia el 30 de septiembre de 2022.

## Biobliografía
- Saideman, Stephen M .; Ayres, William R. (2008), Para Kin or Country: Xenophobia, Nationalism, and War , Columbia University Press.